# Bernhard Rüder
Friedrich Bernhard Rüder (* 13. Juni 1899 in Hamburg; † 3. September 1968 ebenda) war ein deutscher Gynäkologe und Parlamentarier.

## Leben

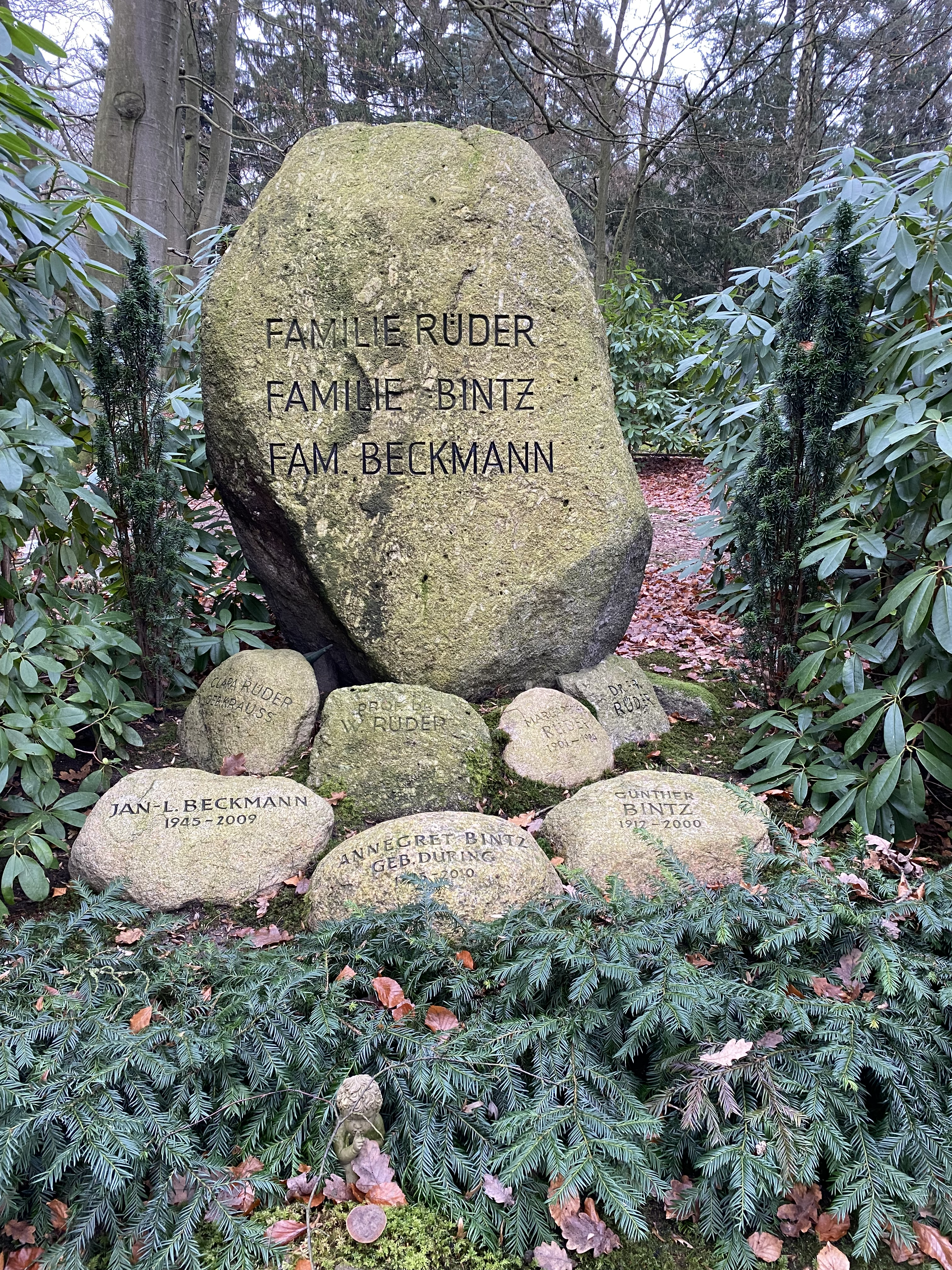
Familiengrabstätte auf dem Friedhof Ohlsdorf im Planquadrat X 20

Bernhard Rüder, Sohn des Gynäkologen Walter Rüder, studierte nach dem Besuch der Gelehrtenschule des Johanneums in Hamburg Medizin an den Universitäten Tübingen, Erlangen und Hamburg. 1919 wurde er Mitglied des Corps Suevia Tübingen. 1923 legte er das medizinische Staatsexamen ab und wurde im folgenden Jahr zum Dr. med. promoviert. Wie sein Vater Walther Rüder (1861–1922) wurde er Gynäkologe. 1924 wurde er Volontär und später Assistent im Allgemeinen Krankenhaus Hamburg-Barmbek. 1929 wechselte er als Sekundärarzt in das Allgemeine Krankenhaus St. Georg. 1933 ließ er sich in Hamburg als Frauenarzt nieder. Von 1933 bis 1949 war er Leiter der Frauenabteilung des Anschar Krankenhauses. Ab 1949 war er Konsiliarius und Belegarzt am Tropenkrankenhaus. Er war langjähriger Chefarzt der gynäkologischen Abteilung des Elisabeth-Krankenhauses.
Rüder gehörte bis 1933 dem Reichsverband angestellter Ärzte an, zuletzt als Vorstandsmitglied. 1940 trat er in den Nationalsozialistischen Deutschen Ärztebund ein, nachdem er zum 1. Mai 1937 der NSDAP beigetreten war (Mitgliedsnummer 3.987.652). Nach dem Zweiten Weltkrieg war er erster Präsident des Berufsverbandes Gynäkologie. Er gehörte dem Vorstand der Deutschen Gesellschaft für Gynäkologie und Geburtshilfe. 1958 war er Beisitzer des Vorstandes der Ärztekammer Hamburg.
Von 1953 bis zu seinem Tod 1968 gehörte Rüder zunächst für den Hamburg-Block, ab 1957 als CDU-Abgeordneter der Hamburgischen Bürgerschaft an. Er ruht neben seinem Vater in der Familiengrabstätte auf dem Friedhof Ohlsdorf.

## Auszeichnungen
- Ehrenmitglied der Norddeutschen Gesellschaft für Gynäkologie und Geburtshilfe (NGGG)
- Namensgeber der Bernhard-Rüder-Medaille des Berufsverbandes der Frauenärzte e. V.